# Коксування нафти і нафтопродуктів
Коксування нафти і нафтопродуктів проводиться для одержання нафтового коксу і дистиляту широкого фракційного складу. Як сировину для нафтового коксу використовують відбензинені нафти, залишки первинної переробки — мазути, напівгудрони і гудрони, продукти вторинного походження — крекінг-залишки, важкі газойлі каталітичного крекінгу, смоли піролізу, а також природні асфальти і залишки масляного виробництва (асфальти, екстракти).
Промислові процеси коксування поділяють на три типи: безперервні, напівбезперервні і періодичні. Найбільше поширення має напівбезперервний процес в установках уповільненого коксування, що протікає при 505—515°C під тиском 0,2—0,3 МПа. У результаті коксування, крім нафтового коксу, одержують бензин, гас, середні і важкі коксові дистиляти, вихід і якість яких залежить від хімічного і фракційного складу сировини.